# Danh sách buổi biểu diễn trực tiếp của Lady Gaga
Ca sĩ người Mỹ Lady Gaga đã khởi động năm chuyến lưu diễn hoà nhạc và đã biểu diễn trực tiếp tại nhiều lễ trao giải và chương trình truyền hình. Gaga đã quảng bá đĩa đơn đầu tay của cô, "Just Dance", qua các buổi trình diễn tại một số lễ trao giải và chương trình truyền hình, bao gồm Hoa hậu Hoàn vũ 2008 và So You Think You Can Dance. Sau đó, cô đóng vai trò là ca sĩ trình diễn mở đầu cho các chuyến lưu diễn của nhóm nhạc nam New Kids on the Block và ban nhạc nữ The Pussycat Dolls, trước khi tự khởi động chuyến lưu diễn hát chính của riêng mình, The Fame Ball Tour, bắt đầu vào tháng 3 năm 2009 và kết thúc vào tháng 9 cùng năm. Sau chuyến lưu diễn đã bị huỷ bỏ Fame Kills: Starring Kanye West and Lady Gaga với rapper Kanye West, Gaga khởi động chuyến lưu diễn hoà nhạc toàn cầu thứ hai, The Monster Ball Tour nhằm quảng bá đĩa mở rộng (EP) The Fame Monster (2009). Chuyến lưu diễn được giới phê bình ca ngợi và kiếm về doanh thu 227,4 triệu đô-la Mỹ, làm cho nó trở thành một trong những chuyến lưu diễn có doanh thu cao nhất mọi thời đại. Gaga cũng biểu diễn các bài hát trong EP tại các buổi lễ trao giải gồm lễ trao giải thưởng Âm nhạc Mỹ năm 2009, lễ trao giải Grammy lần thứ 52 và lễ trao giải Brit năm 2010. Tại lễ trao giải Billboard Touring Awards năm 2010 do tạp chí Billboard tổ chức, nữ ca sĩ đoạt giải Breakthrough Performer Award, đồng thời là giải Concert Marketing & Promotion Awards.
Gaga lần đầu tiên biểu diễn trực tiếp đĩa đơn "Born This Way", đĩa đơn đầu tiên trích từ album phòng thu thứ hai cùng tên (2011) của nữ ca sĩ, tại lễ trao giải Grammy lần thứ 53. Bắt đầu màn trình diễn, cô xuất hiện từ trong một vật chứa có hình quả trứng rồi thể hiện ca khúc. Sáu tháng sau, Gaga biểu diễn bài hát "You and I" nằm trong album Born This Way tại lễ trao giải Video âm nhạc của MTV năm 2011, trong hình tượng một nhân vật nam tên là Jo Calderone. Để quảng bá album, Gaga khởi động chuyến lưu diễn Born This Way Ball, gặt hái được nhiều thành công cả về mặt chuyên môn lẫn thương mại nhưng cũng gây tranh cãi giữa một số nhóm tôn giáo khi họ cho rằng chuyến lưu diễn mang tính "ma quỷ" và đi ngược lại với những giá trị tôn giáo. Nữ ca sĩ đã phải hoãn lại một số buổi hoà nhạc cuối cùng của chuyến lưu diễn do một chấn thương vùng hông và cô cần đi phải phẫu thuật. Tại lễ trao giải Billboard Touring Awards năm 2012, cô đoạt giải Eventful Fan's Choice for Best Tour of the Year
Gaga đã biểu diễn các bài hát từ album phòng thu thứ ba của cô, Artpop (2013) tại ArtRave, một sự kiện kéo dài hai ngày do cô dẫn chương trình để quảng bá album. Năm 2014, cô là ca sĩ trình diễn chính trong buổi diễn thường trú (residency show) đầu tiên của cô, với bảy buổi diễn tại nhà hát Roseland Ballroom ở Manhattan, New York. Một năm sau, cô khởi động chuyến lưu diễn ArtRave: The Artpop Ball, là ý tưởng của cô để tạo ra một bữa tiệc dành cho các fan nhạc điện tử (rave) sống động. Chuyến lưu diễn nhận được sự hưởng ứng tích cực từ các nhà phê bình, nhưng một số lại chỉ trích nó vì không có mạch lạc. Sau khi phát hành album hợp tác với Tony Bennett, Cheek to Cheek (2014), bộ đôi đã bắt tay vào khởi động chuyến lưu diễn Cheek to Cheek Tour của họ, bắt đầu vào tháng 12 năm 2014 và kết thúc vào tháng 8 năm 2015. Chuyến lưu diễn được giới phê bình ca ngợi và đứng đầu danh sách 10 buổi hoà nhạc xuất sắc nhất năm 2015 của Vulture. Năm 2015, cô đoạt Giải thưởng âm nhạc Billboard thứ ba của cô với đề cử Giải Nghệ sĩ Lưu diễn Hàng đầu, cùng với hai đề cử vào năm 2011 và 2013.
Gaga đã hát tặng cho bộ phim Giai điệu hạnh phúc tại Giải Oscar lần thứ 87, nơi cô trình diễn một liên khúc gồm các bài hát từ album nhạc phim của bộ phim. Buổi trình diễn được tạp chí Billboard xem là một trong những buổi trình diễn tốt nhất của cô, và nó đã tạo ra hơn 214.000 lượt tương tác mỗi phút trên toàn cầu trên trang web mạng xã hội Facebook. Năm 2015, Gaga phát hành bài hát "Til It Happens to You". Cô đã biểu diễn bài hát tại sự kiện Billboard Women in Music 2015, lễ trao giải Producers Guild of America Awards 2015 và Giải Oscar lần thứ 88. Năm 2016, cô hát quốc ca Hoa Kỳ tại Super Bowl 50; hợp tác cùng với hãng công nghệ Intel và Nile Rodgers hát tưởng niệm David Bowie tại Giải Grammy lần thứ 58 và biểu diễn bài hát "Million Reasons" tại Giải thưởng Âm nhạc Mỹ năm 2016. Để quảng bá album phòng thu thứ năm của cô, Joanne, Gaga đã khởi động chuyến lưu diễn gồm 3 ngày diễn, có tên Dive Bar Tour. Đồng thời, cô cũng đóng vai trò là ca sĩ mở đầu cho chương trình âm nhạc ở giờ giải lao tại giải bóng bầu dục Super Bowl LI vào ngày 5 tháng 2 năm 2017.

## Chuyến lưu diễn hoà nhạc
| 2009 | The Fame Ball Tour       | 12 tháng 3 năm 2009 – 29 tháng 9 năm 2009 (Toàn cầu)        | 83  |
| The Fame Ball Tour, chuyến lưu diễn đầu tay của Gaga, đã quảng bá album đầu tay của cô, The Fame (2008). Gaga đã mô tả chuyến lưu diễn là "một buổi diễn bảo tàng du lịch đã kết hợp với nghệ thuật biểu diễn nhạc pop của Andy Warhol". Gaga đã lên kế hoạch cho chuyến lưu diễn khi là ca sĩ mở đầu cho một chuyến lưu diễn của ban nhạc nữ The Pussycat Dolls. Chuyến lưu diễn được giới phê bình đón nhận tích cực, những người đã khen ngợi giọng hát rõ ràng của cô, khiếu cảm nhận thời trang và khả năng thu hút khán giả như một nghệ sĩ chuyên nghiệp. |                          |                                                             |     |
| 2009–2011 | The Monster Ball Tour    | 27 tháng 11 năm 2009 – 6 tháng 5 năm 2011 (Toàn cầu)        | 203 |
| The Monster Ball Tour, chuyến lưu diễn hoà nhạc toàn cầu thứ hai của Gaga, được tổ chức để hỗ trợ cho đĩa mở rộng The Fame Monster (2009) của cô. Sân khấu của buổi diễn bắt đầu chuyến lưu diễn được thiết kế giống như một cái tivi rỗng ruột. Từ năm 2010 trở đi, các buổi biểu diễn đã được tân trang lại mang chủ đề Thành phố New York và miêu tả một câu chuyện lấy bối cảnh trong thành phố, nơi mà Gaga và bạn cô bị lạc và phải tìm đường đến "Quả cầu Ác quỷ" ("the Monster Ball"). Chuyến lưu diễn được giới phê bình đón nhận tích cực. Họ khen ngợi khả năng thanh nhạc của Gaga, sân khấu của chuyến lưu diễn và khiếu cảm nhận của cô về phong cách và thời trang. Với một lượng khán giả là 2,5 triệu người, chuyến lưu diễn đã kiếm được số tiền 227,4 triệu đô-la Mỹ, làm cho nó trở thành một trong những chuyến lưu diễn hoà nhạc có doanh thu cao nhất mọi thời đại. Gaga đã nhận giải Billboard Touring Awards năm 2010 cho Giải Nghệ sĩ Biểu diễn Đột phá và Giải Chuyến hoà nhạc Marketing & Quảng bá.                                         |                          |                                                             |     |
| 2012–2013 | Born This Way Ball       | 27 tháng 4 năm 2012 – 11 tháng 2 năm 2013 (Toàn cầu)        | 98  |
| Chuyến lưu diễn Born This Way Ball được tổ chức để quảng bá album phòng thu thứ hai của nữ ca sĩ, Born This Way (2011), đi qua tất cả các châu lục, ngoại trừ châu Nam Cực. Chuyến lưu diễn được chia thành năm phần và thấm nhuần các đề tài chính trị và xã hội như phân biệt đối xử, lòng tự ái và sự kiểm soát của chính phủ. Các nhà phê bình đã khen ngợi chuyến lưu diễn về các phương diện thiết kế sân khấu, khả năng thanh nhạc của Gaga, nhiều thông điệp có ý nghĩa và cả về đội ngũ sản xuất. Chuyến lưu diễn cũng là chủ đề của một số cuộc tranh cãi bởi những thành phần người bảo thủ về nội dung mang tính tôn giáo và sự ủng hộ của Gaga đối với quyền LGBT. Với hơn hai mươi ngày lưu diễn còn lại, cô bắt buộc phải huỷ bỏ các ngày lưu diễn đó vì một vết rách ở gờ ổ khớp bên hông phải của cô. Hơn 25 triệu đô-la Mỹ và 200.000 tấm vé đã được hoàn trả. Chuyến lưu diễn thu về tổng cộng 183,9 triệu đô-la Mỹ. Gaga đoạt giải Sự lựa chọn Quan trọng của Fan cho Chuyến lưu diễn Xuất sắc nhất năm tại giải Billboard Touring Awards năm 2012. |                          |                                                             |     |
| 2014 | ArtRave: The Artpop Ball | 4 tháng 5 năm 2014 – 24 tháng 11 năm 2014 (Toàn cầu)        | 79  |
| ArtRave: The Artpop Ball đã quảng bá album phòng thu thứ ba của Gaga, Artpop (2013). Lấy cảm hứng từ buổi hoà nhạc quảng bá cùng tên cho Artpop, sân khấu được thiết kế giống như một cái hang và gồm hai phần sân khấu, nối liền nhau bởi những sàn catwalk được làm từ thủy tinh acrylic, với mục đích là giúp cho khán giả di chuyển dưới sàn catwalk nhưng vẫn có thể theo dõi buổi trình diễn. Các nhà phê bình đã có những lời khen ngợi về bối cảnh, tranh phục và phần vũ đạo nhưng lại phê bình về phần rời rạc và tính rỗng tuếch của các bài hát. Tháng 11 năm 2014, chuyến lưu diễn được streaming trực tiếp từ AccorHotels Arena tại Pháp. Chuyến lưu diễn mang về doanh thu tổng cộng 83 triệu đô-la Mỹ từ 920.088 vé được bán ra. |                          |                                                             |     |
| 2014–2015 | Cheek to Cheek Tour      | 30 tháng 12 năm 2014 – 1 tháng 8 năm 2015 (Bắc Mỹ, châu Âu) | 36  |
| Chuyến lưu diễn Cheek to Cheek Tour là kết quả của sự hợp tác của Gaga và Tony Bennett trong album Cheek to Cheek (2014). Nhiều buổi diễn của chuyến lưu diễn là một phần của các liên hoan âm nhạc. Sân khấu được trang trí đơn giản với chỉ một bức màn đính pha lê. Chuyến lưu diễn bao gồm một danh sách tiết mục các bài hát từ album của họ và các bản hát lại khác của danh sách các tác phẩm Great American Songbook. Chuyến lưu diễn được ca ngợi bởi giới phê bình bởi khả năng thanh nhạc của bộ đôi và sự phát triển của chuyến lưu diễn, đồng thời là do sự tương tác trên sân khấu của họ. Nó đứng đầu danh sách 10 buổi hoà nhạc xuất sắc nhất năm 2015 của Vulture và kiếm được doanh thu 15,3 triệu đô-la Mỹ. |                          |                                                             |     |
| 2017–2018 | Joanne World Tour        | 1 tháng 8 năm 2017 – 1 tháng 2 năm 2018 (Bắc Mỹ, châu Âu)   | 49  |
| Là chuyến lưu diễn hoà nhạc thứ năm của Gaga và đã quảng bá album phòng thu Joanne của cô. Nó bắt đầu vào ngày 1 tháng 8 năm 2017, tại Vancouver, Canada và được lên kế hoạch là sẽ kết thúc tại các buổi diễn đã bị hoãn lại trước đó ở châu Âu vào năm 2018. |                          |                                                             |     |

## Biểu diễn tại các buổi trao giải
| Date       | Event                                                       | Country  | Performed song(s) | Ref.   |
| ---------- | ----------------------------------------------------------- | -------- | --- | ------ |
| 7/6/2008   | Giải thưởng NewNowNext năm 2008                             | Mỹ       | "Just Dance" | [ 43 ] |
| 14/7/2008  | Cuộc thi Hoa hậu Hoàn vũ lần thứ 57                         | Việt Nam | "Just Dance" | [ 44 ] |
| 18/2/2009  | Giải thưởng Brit năm 2009                                   | Anh      | "Suburbia", "Love etc.", "Left to My Own Devices", "Always on My Mind", "Go West", "What Have I Done to Deserve This?", "I'm With Stupid", "Being Boring", "It's a Sin", "All Over the World", "West End Girls" (with Pet Shop Boys và Brandon Flowers) | [ 45 ] |
| 21/6/2009  | Giải thưởng MuchMusic Video năm 2009                        | Canada   | "LoveGame", "Poker Face" | [ 46 ] |
| 13/9/2009  | Giải thưởng Video âm nhạc MTV năm 2009                      | Mỹ       | "Paparazzi" | [ 43 ] |
| 22/11/2009 | American Music Awards of 2009                               | Mỹ       | "Bad Romance", "Speechless" | [ 47 ] |
| 31/1/2010  | Giải thưởng Grammy thường niên lần thứ 52                   | Mỹ       | "Poker Face", "Speechless", "Your Song" (with Elton John) | [ 43 ] |
| 16/2/2010  | 2010 Brit Awards                                            | Anh      | "Telephone", "Dance in the Dark" | [ 48 ] |
| 13/2/2011  | Giải thưởng Grammy thường niên lần thứ 53                   | Mỹ       | "Born This Way" | [ 43 ] |
| 19/6/2011  | Giải thưởng MuchMusic Video năm 2011                        | Canada   | "The Edge of Glory", "Born This Way" | [ 49 ] |
| 25/6/2011  | MTV Video Music Aid Nhật Bản năm 2011                       | Nhật     | "The Edge of Glory", "Born This Way" | [ 50 ] |
| 28/8/2011  | Giải Video âm nhạc của MTV năm 2011                         | Mỹ       | "You and I" (with Brian May) | [ 51 ] |
| 6/11/2011  | Giải thưởng âm nhạc châu Âu MTV năm 2011                    | Anh      | "Marry the Night" | [ 52 ] |
| 10/11/2011 | Giải thưởng Bambi năm 2011                                  | Đức      | "Marry the Night" | [ 53 ] |
| 25/8/2013  | Giải Video âm nhạc của MTV năm 2013                         | Mỹ       | "Applause" | [ 54 ] |
| 3/11/2013  | Giải thưởng Âm nhạc Youtube 2013                            | Mỹ       | "Dope" | [ 55 ] |
| 24/11/2013 | Giải thưởng Âm nhạc Mỹ năm 2013                             | Mỹ       | "Do What U Want" (with R. Kelly) | [ 56 ] |
| 7/12/2014  | Lễ trao Huy chương danh dự của Trung tâm Kennedy lần thứ 37 | Mỹ       | "If I Ever Lose My Faith in You" | [ 57 ] |
| 8/2/2015   | Giải thưởng Grammy thường niên lần thứ 57                   | Mỹ       | "Cheek to Cheek" (with Tony Bennett) | [ 58 ] |
| 22/2/2015  | Giải thưởng Viện hàn lâm lần thứ 87                         | Mỹ       | "The Sound of Music", "My Favorite Things", "Edelweiss", "Climb Ev'ry Mountain" (tribute to The Sound of Music) | [ 59 ] |
| 18/6/2015  | Đại sảnh vinh danh nhà hát thứ 46                           | Mỹ       | "What's Up?" | [ 60 ] |
| 18/12/2015 | Giải thưởng âm nhạc Billboard về phụ nữ 2015                | Mỹ       | "Til It Happens to You" | [ 61 ] |
| 23/1/2016  | Giải thưởng của Hiệp hội sản xuất Hoa Kỳ 2015               | Mỹ       | "Til It Happens to You" | [ 62 ] |
| 15/2/2016  | Giải thưởng Grammy thường niên lần thứ 58                   | Mỹ       | "Space Oddity", "Changes", "Ziggy Stardust", "Suffragette City", "Rebel Rebel", "Fashion", "Fame", "Under Pressure", "Let's Dance", "Heroes" (with Nile Rodgers) (tribute to David Bowie)                                                               | [ 63 ] |
| 28/2/2016  | Giải thưởng Viện hàn lâm lần thứ 88                         | Mỹ       | "Til It Happens to You" | [ 64 ] |
| 4/4/2016   | Giải thưởng giáo dục Jane Ortner                            | Mỹ       | "New York, New York", "I Can't Give You Anything but Love", "Let's Face the Music and Dance", "Call Me Irresponsible", "La Vie en rose", "Til It Happens to You"                                                                                        | [ 65 ] |
| 20/11/2016 | Giải thưởng Âm nhạc Mỹ năm 2016                             | Mỹ       | "Million Reasons" | [ 66 ] |
| 12/2/2017  | Giải thưởng Grammy thường niên lần thứ 59                   | Mỹ       | "Moth into Flame" (with Metallica) | [ 67 ] |
| 8/9/2017   | Liên hoan phim quốc tế Toronto 2017                         | Canada   | "Bad Romance" | [ 68 ] |
| 19/11/2017 | Giải thưởng Âm nhạc Mỹ năm 2017                             | Mỹ       | "The Cure" (live from the Joanne World Tour stop at Washington D.C.) | [ 69 ] |
| 28/1/2018  | Giải thưởng Grammy thường niên lần thứ 60                   | Mỹ       | "Joanne", "Million Reasons" (with Mark Ronson) | [ 70 ] |
| 10/2/ 2019 | Giải thưởng Grammy thường niên lần thứ 61                   | Mỹ       | "Shallow" (with Mark Ronson, Andrew Wyatt và Anthony Rossomando) | [ 71 ] |